# Cuscomys
Cuscomys is een geslacht van zoogdieren uit de familie van de chinchillaratten (Abrocomidae). De wetenschappelijke naam van het geslacht werd in 1999 gepubliceerd door Louise H. Emmons.

## Soorten
Er worden twee soorten in dit geslacht geplaatst:
- Cuscomys ashaninka Emmons, 1999
- Cuscomys oblativus Eaton, 1916